# Botopass
Botopass (кор. 보토패스, англ. Born to be Passion) — південнокорейський жіночий гурт, сформований WKS ENE та JMG у 2020 році. Гурт дебютував 26 серпня 2020 року з сингл-альбомом Flamingo. Гурт складався з 8 учасниць: Міхі, Джівон, Цуй Сян, Союн, Ріа, Харін, Сіхо та Ахьон. Гурт офіційно розпався 25 серпня 2022 року після двох років бездіяльності.

## Історія

### 2020—2022: Скандал з цькуванням, дебют ізFlamingoта розформування
До дебюту в Botopass Цуй Сян, Союн і Джівон були учасницями жіночого гурту ILuv. Спочатку гурт мав дебютувати на початку серпня, однак його було відкладено через те, що колишня учасниця ILuv, Міна, звинуватила колег у цькуванні. Через це люди почали вимагати вилучити зі складу Botopass колишніх учасниць ILuv. Гурт дебютував 26 серпня із сингл-альбомом Flamingo та новим складом.
У вересні 2021 року Міхі підтвердили як учасницю шоу на виживання MBC My Teenage Girl і вона тимчасово взяли перерву у діяльності з гуртом Botopass.
25 серпня 2022 року гурт офіційно розпався, через 2 роки після офіційного дебюту.

## Учасниці
- Міхі (кор. 미희)
- Джівон (кор. 지원)
- Цуй Сян (кор. 최상)
- Союн (кор. 서윤)
- Ріа (кор. 리아)
- Харін (кор. 하린)
- Сіхо (кор. 시호)
- Ахьон (кор. 아윤)

## Дискографія

### Сингл-альбоми
| Назва    | Деталі альбому                                                                    | Пікові позиції у чартах | Продажі               |
| Назва    | Деталі альбому                                                                    | KOR                     | Продажі               |
| -------- | --------------------------------------------------------------------------------- | ----------------------- | --------------------- |
| Flamingo | - Реліз: 26 вересня 2020 - Лейбл: WKS ENE, JMG - Формат: CD, цифрове завантаження | 71                      | - Південна Корея: 620 |